# Jakov Petrovič Polonskij
Jakov Petrovič Polonskij (in russo Яков Петрович Полонский?; Rjazan', 18 dicembre 1819 – San Pietroburgo, 30 ottobre 1898) è stato un poeta russo.
Non fu estraneo certo ai problemi sociali della Russia del suo tempo. A partire dal 1840 circa, insieme con Apollon Nikolaevič Majkov e Afanasij Afanas'evič Fet-Šenšin, fu tra i sostenitori della poesia pura.
Nei molti anni della sua attività poetica produsse una lirica di alto livello e di largo successo, alla cui base è una visione costante della natura, sulla quale Polonskij medita con toni estatici, talora svolgendo, alla maniera romantica, un discorso filosofico, altre volte abbandonandosi invece ad una vena sentimentale e perfino grottesca. È stato anche autore di poesie per l'infanzia.
Viene citato in un breve racconto in prosa di Alexander Solzenicyn del 1959 intitolato "le ceneri del poeta".